# USS Noma (SP-131)
L'USS Noma (SP-131) est un yacht en service dans l'United States Navy lors de la Première Guerre mondiale.